# Lago Ranco
O lago Ranco (em mapudungun: águas tormentosas) é um lago chileno localizado na província de Ranco. É o maior lago da Região de Los Rios e o quarto maior do Chile. Administrativamente o lago Ranco é dividido em três comunas, La Unión, Futrono e Lago Ranco.

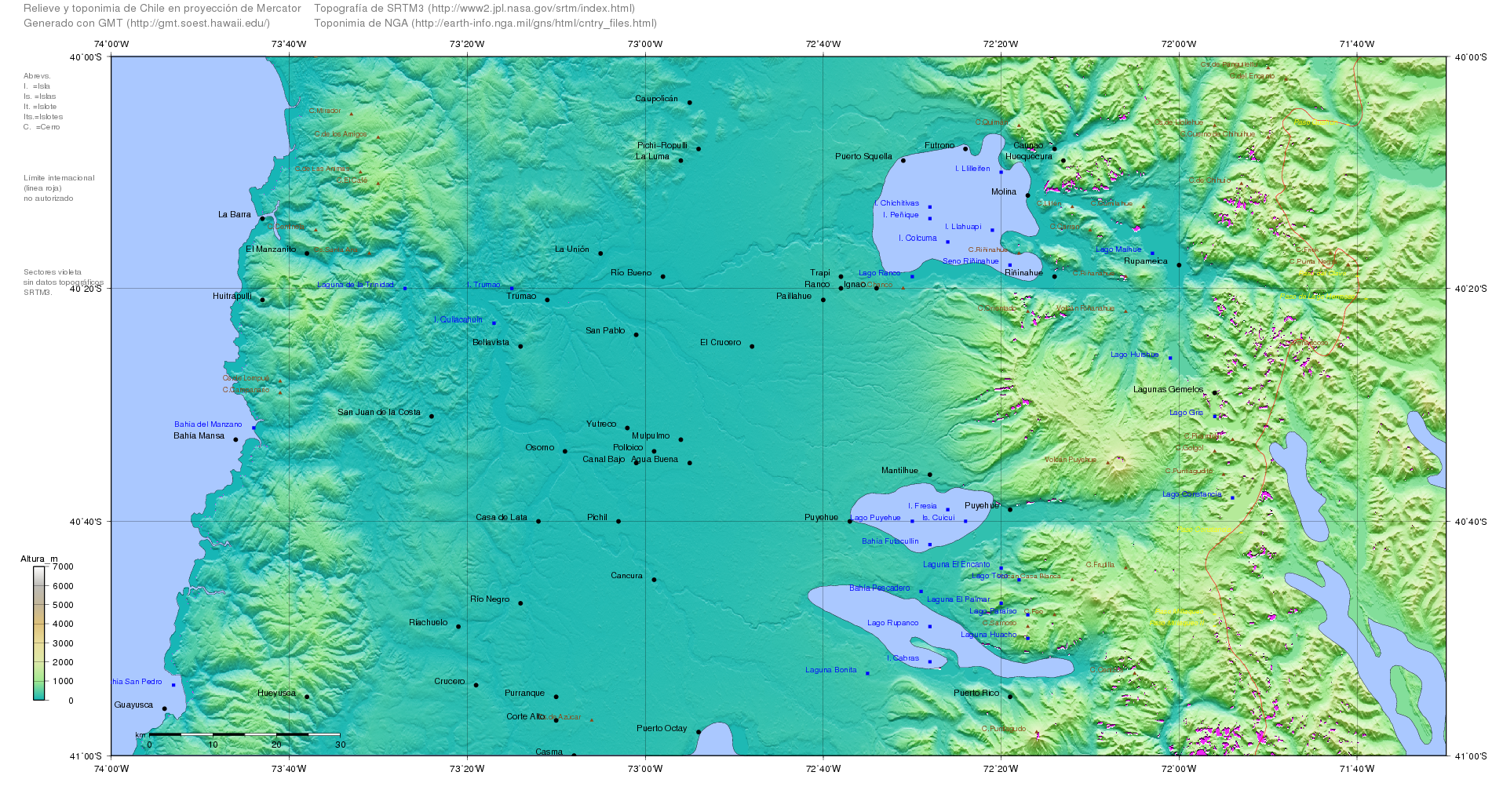
Topografia da região. Lago Ranco (o maior) aparece na parte superior do mapa.

O lago abriga uma série de ilhas sendo a Ilha Guapi a maior delas. A parte ocidental do lago é rudemente circular enquanto a parte oriental tem enseadas profundas. Geograficamente o lago está na precordillera Andina, a zona entre o vale central do Chile e os Andes.
Durante o mioceno a depressão do lago era ligada ao Oceano Pacífico como uma enseada do mesmo. Durante esse período uma série de fósseis marinhos sedimentares conhecida como Estratos de Lago Ranco foi depositada na área do lago. Durante as glaciações quaternárias a depressão do lago estava coberta por uma grande geleira da camada de gelo da Patagônia, que deixou morenas semicirculares ao redor da costa ocidental do lago.